# Memorial Avelino Camacho 2009
El XXI Memorial Avelino Camacho fue una prueba ciclista amateur, disputada en el concejo de Llanera (Asturias), el lunes 17 de agosto de 2011. Tuvo un total de 123,5 km, incluyendo tres vueltas a un circuito largo de 25,5 km y otras tres a un circuito corto de 14,5 km, donde se incluía la triple ascensión al alto del Robledo que un año más volvió a ser juez de la carrera.
La victoria fue para el cántabro David Gutiérrez Palacios del equipo Camargo-Ferroatlantica, con un tiempo de tres horas, 17 minutos y 6 segundos. A dos segundos del vencedor el segundo puesto sería para Luis Alberto Martín del Sanse-Spiuk, mientras que el tercer escalón del pódium sería para Vicente Rodrigo del combinado valenciano CCN-Valencia Terra i Mar, a 6 segundos del primero.

## Clasificación final
| Posición | Ciclista                 | Equipo                   | Tiempo     |
| -------- | ------------------------ | ------------------------ | ---------- |
| 1.       | David Gutiérrez Palacios | Camargo-Ferroatlantica   | 3h 17' 06" |
| 2.       | Luis Alberto Martín      | Sanse-Spiuk              | + 2"       |
| 3.       | Vicente Rodrigo          | CCN-Valencia Terra i Mar | + 6"       |
| 4.       | Román Osuna              | Andalucía-CajaSur        | + 8"       |
| 5.       | Adrián Legasa            | Bidelan-Kirolgi          | + 14"      |
| 6.       | Alberto Gallego          | Extremadura-Spiuk        | + 14"      |
| 7.       | Eloy Carral              | Cueva El Soplao          | + 14"      |
| 8.       | Francisco Antón          | CCN-Valencia Terra i Mar | + 53"      |
| 9.       | Alberto González         | Cueva El Soplao          | + 53"      |
| 10.      | Eloy Ruiz                | Andalucía-CajaSur        | + 53"      |

| 11. | Arturo Mora           | Cueva El Soplao                | + 1' 17" |
| 12. | Antonio Cervera       | Andalucía-CajaSur              | + 1' 17" |
| 13. | Pedro Usabiaga        | Bidelan-Kirolgi                | + 1' 17" |
| 14. | José Manuel Gutiérrez | Trasmiera-Fuji                 | + 1' 22" |
| 15. | Pascual Martín        | CCN-Valencia Terra i Mar       | + 1' 25" |
| 16. | Gorka Olaizola        | Bidelan-Kirolgi                | + 1' 25" |
| 17. | Daniel Allonca        | Construcciones Paulino         | + 1' 25" |
| 18. | Diego Moroño          | Renault-Caeiro                 | + 1' 25" |
| 19. | Gustavo Ignacio       | Ciudad de Oviedo-Tartiere Auto | + 1' 25" |
| 20. | Igor Merino           | Koplad-Uni2                    | + 1' 25" |
| 21. | Adrián López          | Seguros Bilbao                 | + 1' 25" |
| 22. | Darío Hernández       | Sanse-Spiuk                    | + 1' 25" |
| 23. | Jonathan Perdiguero   | Sanse-Spiuk                    | + 1' 25" |
| 24. | Unai Iparraguirre     | Bidelan-Kirolgi                | + 1' 46" |
| 25. | Jonathan González     | Construcciones Paulino         | + 1' 46" |
| 26. | Julio Maiques         | Cueva el Soplao                | + 1' 46" |
| 27. | Pablo Lechuga         | Andalucía-CajaSur              | + 1' 55" |
| 28. | Sergio Míguez         | Chint-Autronic                 | + 2' 23" |
| 29. | Santiago Royo         | Extremadura-Spiuk              | + 2' 23" |
| 30. | Sergio Angulo         | Cueva El Soplao                | + 2' 23" |
| 31. | Víctor Puerta         | Koplad-Uni2                    | + 2' 23" |
| 32. | Iban Leanizbarru      | Bidelan-Kirolgi                | + 2' 37" |